# Végvezekény
Végvezekény (szlovákul Vozokany) község  Szlovákiában, a Nyitrai kerület Nagytapolcsányi járásában.

## Fekvése
Nagytapolcsánytól 16 km-re nyugatra fekszik.

## Története
A települést 1318-ban Wezeken alakban említik először. 1353-ban Imre fia János birtoka. 1715-ben szőlőskertje és 34 háztartása volt. 1720-ban 22 háztartás található a településen. 1787-ben 69 házában 436 lakos élt. 1828-ban 77 házát 558-an lakták. Lakói földműveléssel, szőlő-, káposzta- és zöldségtermesztéssel foglalkoztak.
Nyitra vármegye monográfiája szerint „Vezekény, az Inovecz-hegységhez tartozó Marhát-hegy alatt fekvő tót falu, 303 r. kath. lakossal. Postája Radosna, táviró- és vasúti állomása Pöstyén. E községre vonatkozólag 1355-ig visszamenőleg találhatók irott nyomok. Lakosai közül az asszonyok és leányok a varrottas hímzést, mint jövedelmező házi ipart űzik. Földesurai az Ocskay és Mérey családok voltak. Jelenleg báró Steiger Albertnek van itt nagyobb birtoka.”
A trianoni békeszerződésig Nyitra vármegye Nagytapolcsányi járásához tartozott.

## Népessége
| Év:            | 1994. | 2004.   | 2014.   | 2024.   |
| -------------- | ----- | ------- | ------- | ------- |
| Emberek száma: | 300   | 316     | 335     | 333     |
| Eltérés:       |       | +5,33 % | +6,01 % | -0,59 % |

| Év:            | 2023. | 2024.   |
| -------------- | ----- | ------- |
| Emberek száma: | 339   | 333     |
| Eltérés:       |       | -1,76 % |

1910-ben 365, túlnyomórészt szlovák anyanyelvű lakosa volt.
2001-ben 328 lakosából 319 szlovák volt.
2011-ben 328 lakosából 325 szlovák volt.
2021-ben 351 lakosából 342 (+3) szlovák, 5 (+1) egyéb és 4 ismeretlen nemzetiségű volt.

## Nevezetességei
- A Segítő Szűzanya tiszteletére szentelt római katolikus templomát 1968-ban kezdték építeni, de az építés megszakadt. Csak 1993. május 23-án tudták felszentelni az új templomot, mely Nyitrasárfő filiája.

## Külső hivatkozások
- E-obce.sk Archiválva 2008. december 16-i dátummal a Wayback Machine-ben
- Községinfó
- Végvezekény Szlovákia térképén